# Andrzej Szot
Andrzej Piotr Szot (ur. 3 marca 1943 w Lublinie) – polski działacz partyjny i państwowy, ekonomista i inżynier rolnik, doktor nauk ekonomicznych, w latach 1989–1990 wicewojewoda bialskopodlaski.

## Życiorys
Syn Konstantego i Zofii. W 1966 ukończył studia z inżynierii rolnictwa w Wyższej Szkole Rolniczej w Lublinie. W 1979 obronił doktorat z nauk ekonomicznych w Akademii Nauk Społecznych przy KC KPZR. Początkowo pracował w zawodzie kolejno jako: dyrektor Stacji Hodowli Roślin w Motyczu (1967–1972) oraz wicedyrektor i naczelnik wydziału w Wojewódzkim Zjednoczeniu PGR w Lublinie (1972–1974). Należał do Zrzeszenia Studentów Polskich (1961–1966), Towarzystwa Przyjaźni Polsko-Radzieckiej (od 1965) oraz Towarzystwa Krzewienia Kultury Świeckiej (od 1986).
W 1964 wstąpił do Polskiej Zjednoczonej Partii Robotniczej. Był sekretarzem komitetu gromadzkiego w Konopnicy (od 1970 do 1972 – I sekretarzem), potem od 1974 do 1975 działał w Komitecie Wojewódzkim PZPR w Lublinie. Następnie związany z KW PZPR w Białej Podlaskiej, początkowo jako kierownik wydziału rolnego i zastępca członka, a od 1981 członek. W latach 1981–1989 pozostawał sekretarzem ds. ekonomicznych w tym komitecie. Zasiadał również w Gromadzkiej Radzie Narodowej w Konopnicy i Wojewódzkiej Rady Narodowej w Białej Podlaskiej. Następnie od 16 września 1989 do 31 maja 1990 zajmował stanowisko wicewojewody bialskopodlaskiego.